# Marvy Jack
Marvy Jack Co., Ltd. (株式会社Marvy Jack Kabushiki-gaisha Marvy Jakki?), es un estudio de animación japonés fundado en octubre de 2003.

## Historia
Fue fundada en octubre de 2003 por Masayoshi Ōno, quien trabajó como productor en Tokyo Movie (actualmente TMS Entertainment).
En 2021, la oficina central se trasladó al segundo piso de AI Palace Kichijoji, en Musashino, Tokio, donde se encuentra el estudio de producción.
Su primer trabajo como animador principal fueron los episodios 9 y 10 de las OVAs Hellsing Ultimate, basadas en la serie de manga Hellsing.

## Obras

### Series de televisión
| Año  | Título                                                                                               | Director(es)      | Fecha de primera transmisión | Fecha de última transmisión | Eps. | Notas | Refs.             |
| ---- | --- | ----------------- | ---------------------------- | --------------------------- | ---- | --- | ----------------- |
| 2009 | Spice and Wolf II                                                                                    | Takeo Takahashi   | 9 de julio de 2009           | 24 de septiembre de 2009    | 12   | Secuela de Spice and Wolf II: The Wolf and the Amber Melancholy. Coproducción junto a Brain's Base.                           | [ 4 ]             |
| 2024 | Dekisokonai to Yobareta Moto Eiyū wa, Jikka kara Tsuihōsareta node Suki Katte ni Ikiru Koto ni Shita | Kazuomi Koga      | 2 de abril de 2024           | 19 de junio de 2024         | 12   | Adaptación de las novelas ligeras escritas por Shin Kozuki Tonami e ilustradas por Chocoan. Coproducción junto a Studio Deen. | [ 5 ] [ 6 ] [ 7 ] |
| 2025 | Botsuraku Yotei no Kizoku dakedo, Hima datta kara Mahō wo Kiwamete Mita                              | Ken'ichi Ishikura | 7 de enero de 2025           | 18 de marzo de 2025         | 12   | Adaptación de las novelas ligeras escritas por Nazuna Miki e ilustradas por Kabocha. Coproducción junto a Studio Deen.        | [ 8 ] [ 9 ]       |
| 2025 | Debu to Love to Ayamachi to!                                                                         | Kazuomi Koga      | 6 de octubre de 2025         | —                           | —    | Adaptación del manga escrito e ilustrado por Mamakari.                                                                        | [ 10 ]            |

### ONAs
| Año  | Título                                      | Director(es)               | Fecha de primera transmisión | Fecha de última transmisión | Eps. | Notas                                                                                    | Refs.                |
| ---- | ------------------------------------------- | -------------------------- | ---------------------------- | --------------------------- | ---- | ---------------------------------------------------------------------------------------- | -------------------- |
| 2012 | Koi-ken!: Watashitachi Anime ni Nacchatta!  | kamisiro                   | 1 de marzo de 2012           | 24 de mayo de 2012          | 12   | Basada en un videojuego para teléfonos móviles.                                          | [ 11 ] [ 12 ]        |
| 2022 | Nanatsu no Taizai: Ensa no Edinburgh        | Noriyuki Abe Bob Shirohata | 20 de diciembre de 2022      | 20 de diciembre de 2022     | 1    | Historia original de Nanatsu no Taizai. Coproducción junto a Alfred Imageworks.          | [ 13 ] [ 14 ]        |
| 2023 | Nanatsu no Taizai: Ensa no Edinburgh Part 2 | Noriyuki Abe Bob Shirohata | 8 de agosto de 2023          | 8 de agosto de 2023         | 1    | Secuela de Nanatsu no Taizai: Ensa no Edinburgh. Coproducción junto a Alfred Imageworks. | [ 13 ] [ 15 ]        |
| 2023 | Onmyōji                                     | Soubi Yamamoto             | 28 de noviembre de 2023      | 28 de noviembre de 2023     | 13   | Adaptación de las novelas escritas por Baku Yumemakura.                                  | [ 16 ] [ 17 ] [ 18 ] |

### OVAs
| Año  | Título                                               | Director(es)                    | Fecha de primera transmisión | Fecha de última transmisión | Eps. | Notas                                                                      | Refs.  |
| ---- | ---------------------------------------------------- | ------------------------------- | ---------------------------- | --------------------------- | ---- | -------------------------------------------------------------------------- | ------ |
| 2006 | Hellsing Ultimate                                    | Tomokazu Tokoro Hiroyuki Tanaka | 10 de febrero de 2006        | 26 de diciembre de 2012     | 10   | Adaptación del maga escrito e ilustrado por Kōta Hirano. Episodios 9 y 10. | [ 3 ]  |
| 2009 | Spice and Wolf II: The Wolf and the Amber Melancholy | Takeo Takahashi                 | 30 de abril de 2009          | 30 de abril de 2009         | 1    | Secuela de Spice and Wolf. Coproducción junto a Brain's Base.              | [ 19 ] |